# Handbal op de Pan-Amerikaanse Spelen 2003
Handbal is een van de sporten die beoefend werden tijdens de Pan-Amerikaanse Spelen 2003 in Santo Domingo, Dominicaanse Republiek. Het toernooi begon op 2 augustus en eindigde 12 augustus. De twee winnaars, in beide gevallen Brazilië, plaatsten zich rechtstreeks voor de Olympische Spelen 2004 in Athene.

## Medaillewinnaars
| Categorie         | Goud | Zilver | Brons |
| ----------------- | --- | --- | --- |
| Mannen » Details  | Brazilië Alexandre Flávio Folhas Alexandre Folhas Alex Vasconcelos Bruno Souza Daniel Baldacin Eduardo Reis Fábio Ferraresi Vanini Gustavo Silva Hélio Lisboa Justino Jardel Pizzinato Jair Henrique Alves Júnior Jaqson Luiz Kojoroski José Ronaldo do Nascimento Marcos Paulo dos Santos Renato Tupan Winglitton Rocha Barros            | Argentinië Lucas Guerra Andrés Kogovsek Eric Gull Alejo Carrara Cristian Canzoniero Martin Viscovich Alejandro Marine Gonzalo Viscovich Federico Besasso Bruno Civelli Gonzalo Carou Rodolfo Carou Rodolfo Jung Sergio Crevatin Fernando García Cristian Plati | Verenigde Staten Danny Capparelli Bobby Dunn Mohammed El Gammal Joseph Fitzgerald Tom Fitzgerald Gary Hines John Kelly Divine Jackson Joseph Lamour Timothy Lawrence Jon Breck Sampson David Thompson Mike Thornberry Matt Van Houten Kevin Williams Italo Zanzi |
| Vrouwen » Details | Brazilië Chana Masson Aline Rosas Alexandra do Nascimento Célia Janete da Costa Cristina Márcia da Silva Daniela Oliveira Piedade Darly Zogby de Paula Fabiana Diniz Idalina Borges Mesquita Juceli Aparecida Sales da Rosa Margareth Lobo Montão Sandra Sílvia de Oliveira Sílvia Helena Araújo Pinheiros Tayra Rodrigues Viviane Jacques | Argentinië Giselle Pintos Sabrina Nievas Florencia Am Eliana Fontana Karina Seif Pamela Sampietro Natacha Melillo Valentina Kogan Georgina Visciglia Guadalupe Roman Mariana Mansilla Maria Decilio Marianella Larroca Maricel Bueno Maria Barile              | Uruguay Mercedes Amor Silvana de Armas Jussara Castro Verónica Castro Lorena Estefanell Mariana Fleitas N'Haloy Laicouschi Victoria Graña Sofía Griot Florencia Polcaro Ivanna Scavino Marcela Schelotto Cecilia Schwedt María Inés Terragno María Noel Uriarte  |

## Medaillespiegel
| Plaats | Land             | Goud | Zilver | Brons | Totaal |
| 1      | Brazilië         | 2    | 0      | 0     | 2      |
| 2      | Argentinië       | 0    | 2      | 0     | 2      |
| 3      | Uruguay          | 0    | 0      | 1     | 1      |
| 3      | Verenigde Staten | 0    | 0      | 1     | 1      |
| Totaal | Totaal           | 2    | 2      | 2     | 6      |